# Mònica Ardid
Mònica Ardid Ubed, née le 18 février 1973 à Barcelone, est une coureuse de fond espagnole spécialisée en skyrunning. Elle a gagné la SkyRace aux SkyGames 2012 ainsi que la médaille d'argent de la SkyRace aux championnats d'Europe de skyrunning 2009. Elle est également double championne d'Espagne de kilomètre vertical.

## Biographie
Mònica fait ses débuts en compétition sur le tard vers l'âge de 30 ans.
Se spécialisant en skyrunning, elle se révèle sur la scène nationale en 2005 en remportant ses premiers succès. Le 15 mai, elle prend le départ de son premier marathon de montagne, le Marató Muntanya de Berga. Ne sachant pas comment gérer son effort, elle suit le rythme de la Madrilène Yolanda Santiuste. Se sentant encore en forme en deuxième partie de course, elle accélère et double cette dernière pour s'imposer. L'épreuve comptant comme championnats de Catalogne de la discipline, elle décroche le titre. Enchaînant les podiums, elle conclut la saison en remportant haut la main la Coupe d'Espagne de course en montagne FEDME.
Elle se lance ensuite sur la scène internationale en prenant part à la Skyrunner World Series 2006. Elle décroche sa première victoire internationale en remportant la Buff SkyRace au parc national El Chico devant sa compatriote Marta Vidal.
Le 26 août 2007, elle effectue une solide course au Mount Kinabalu Climbathon. Arrivant au sommet en deuxième position derrière la Japonaise Yuri Kambara, elle effectue ensuite une excellente descente pour prendre la tête et s'imposer devant sa compatriote Anna Serra.
Le 15 juin 2008, elle fait son retour dans les compétitions nationales et prend part aux championnats d'Espagne de course en montagne FEDME courus dans le cadre de la course Marxa Magdalena-Penyeta Roja. Prenant les commandes de la course, elle creuse peu à peu l'écart et s'impose facilement avec douze minutes d'avance sur sa plus proche poursuivante pour décrocher le titre.
En 2009, elle se lance également en compétition de raquette à neige. En juillet, elle prend part aux championnats d'Europe de skyrunning courus dans le cadre de la Dolomites SkyRace. Elle effectue une solide course sur le kilomètre vertical. Légèrement distancée par le duo de tête, elle s'offre la médaille de bronze en battant l'Italienne Nadia Scola. Deux jours plus tard sur la SkyRace, elle se fait surprendre par cette dernière et pointe en troisième position. Elle fait ensuite parler ses talents de descendeuse pour doubler l'Italienne et décrocher la médaille d'argent avec plus de deux minutes de retard sur Antonella Confortola. Le 1er novembre, elle remporte son premier titre de championne d'Espagne de kilomètre vertical en s'imposant au Puig Campana.
Le 20 juin 2010, elle s'élance comme grande favorite sur le kilomètre vertical de Peñalara, comptant comme championnats d'Espagne de la discipline. Ne laissant aucune chance à ses adversaires, elle s'impose avec plus de deux minutes d'avance et défend avec succès son titre.
Le 28 janvier 2012, elle effectue une excellente course lors de la Siljan Snowshoe Race pour remporter sa première victoire en Coupe d'Europe de raquette à neige. Le 3 juillet, elle prend part à l'épreuve de SkyRace en Ribagorce. L'épreuve se courant le même jour que le SkyMarathon, peu de coureurs internationaux prennent le départ. Mònica court sous les couleurs catalanes et remporte la victoire en parvenant à battre sa compatriote Laia Andreu de près de deux minutes. La seule engagée féminine internationale, la Singapourienne Caroline Meek, termine avec plus d'une heure et demi sur Mònica. Elle est néanmoins absente du podium et voit la médaille d'or remise à Caroline Meek. Après protestation de l'équipe catalane, la Fédération internationale de skyrunning corrige le classement en faisant apparaître Mònica comme vainqueur de l'épreuve sans toutefois la proclamer comme championne officielle.

## Palmarès
| no  | féminin            | Course                                                   | Longueur | Départ            | Temps           |
| --- | ------------------ | -------------------------------------------------------- | -------- | ----------------- | --------------- |
| 25e | Médaille d'or      | Marató de Muntanya de Berga                              | 42 km    | 15 mai 2005       | 5 h 46 min 15 s |
|     | Médaille de bronze | Cursa d'Andorra                                          | 26 km    | 4 septembre 2005  | 4 h 45 min 46 s |
|     | Médaille d'or      | Buff SkyRace                                             | 25 km    | 7 mai 2006        | 2 h 50 min 45 s |
|     | Médaille d'or      | Mount Kinabalu Climbathon                                | 21 km    | 26 août 2007      | 3 h 44 min 8 s  |
|     | Médaille de bronze | Mount Ontake SkyRace                                     | 28 km    | 2 septembre 2007  |                 |
| 24e | Médaille d'or      | Championnats d'Espagne de course en montagne FEDME       | 36 km    | 15 juin 2008      | 4 h 6 min 50 s  |
| 40e | Médaille de bronze | Championnats d'Europe de skyrunning - Kilomètre vertical | 3,2 km   | 17 juillet 2009   | 45 min 27 s     |
| 90e | Médaille d'argent  | Championnats d'Europe de skyrunning - SkyRace            | 22 km    | 19 juillet 2009   | 2 h 27 min 25 s |
| 26e | Médaille d'or      | Championnats d'Espagne de kilomètre vertical             | 3,6 km   | 1er novembre 2009 | 49 min 29 s     |
| 38e | Médaille d'or      | Championnats d'Espagne de kilomètre vertical             | 5 km     | 20 juin 2010      | 53 min 20 s     |
| 82e | 9e                 | Championnats du monde de skyrunning - Kilomètre vertical | 2,4 km   | 16 juillet 2010   | 48 min 22 s     |
| 67e | 6e                 | Championnats du monde de skyrunning - SkyMarathon        | 32 km    | 25 juillet 2010   | 4 h 11 min 13 s |
|     | Médaille d'or      | Kilomètre vertical de Puig Campana                       | 3,6 km   | 5 novembre 2010   | 51 min 0 s      |
| 88e | 10e                | Championnats d'Europe de skyrunning - SkyRace            | 31 km    | 12 juin 2011      | 3 h 33 min 14 s |
| 53e | 4e                 | Championnats d'Europe de skyrunning - Kilomètre vertical | 3,6 km   | 5 novembre 2011   | 47 min 35 s     |
| 17e | Médaille d'or      | SkyGames - SkyRace                                       | 21 km    | 3 juillet 2012    | 2 h 24 min 25 s |